# Bolbeno
Bolbeno är en ort och frazione i kommunen Borgo Lares i provinsen Trento i regionen Trentino-Sydtyrolen i Italien. 
Bolbeno upphörde som kommun den 1 januari 2016 och bildade med den tidigare kommunen Zuclo den nya kommunen Borgo Lares. Den tidigare kommunen hade 333 invånare (2015).